# TriGem
TriGem Computer Co., Ltd. (кор. 삼보컴퓨터, Сэмбо Компьютер или кор. TG삼보, TGSambo), также известная как просто TriGem — корейская компания-производитель персональных компьютеров и электроники; первая в истории Кореи компания, которая занималась производством компьютеров и компьютерных комплектующих. Фирму основал в 1980 году предприниматель Ли Ён Тэ, в 1981 году она выпустила первый корейский микрокомпьютер, а в 1984 году — первый корейский IBM-PC-совместимый компьютер. С момента образования TriGem была одним из лидеров в области производства персональных компьютеров, занимая уверенное 2-е место по объёму производившихся в Корее персональных компьютеров и уступая только Samsung Electronics. TriGem также собирала компьютеры и ноутбуки, устанавливая импортируемые центральные процессоры и жёсткие магнитные диски, а вся собранная продукция выпускалась под брендами других крупных IT-компаний мира.
В 1998 году компания TriGem, пытаясь избежать серьёзных последствий финансового кризиса, основала серию дочерних предприятий, наиболее известным из которых стала фирма eMachines, занимавшаяся экспортом недорогих персональных компьютеров в США. Однако дальнейшее финансовое положение фирмы ухудшалось. В 2005 году TriGem объявила о своём банкротстве и переходе под внешнее управление. В 2007 году её выкупила фирма венчурного капитала Celrun, дав фирме шанс на возобновление бизнес-деятельности, но после окончания первого квартала 2010 года TriGem подала очередную заявку на банкротство и в итоге окончательно прекратила своё существование. На базе её сохранившихся прибыльных подразделений была сформирована новая компания под названием TG Computer Inc..

## Основание компании и первые шаги (1980—1986)
В 1980 году Ли Ён Тэ, имея стартовый капитал в размере 10 миллионов корейских вон (около 16 457 долларов США), основал компанию TriGem Computer — первую в истории Республики Корея компанию, производившую компьютерные системы. Согласно Бину Ли, название компании в вольном переводе означало «три актива» — технологии, услуги и люди. TriGem первой выступила против тенденции, которой следовали чеболи Hyundai, LG и Daewoo: у этих трёх чеболей были отделы по производству компьютерных составляющих (например, DRAM), но ни одна из этих компаний не стремилась сама выйти на растущий мировой рынок микрокомпьютеров. В 1981 году компания TriGem представила первый корейский микрокомпьютер (8-разрядный компьютер) и занялась экспортом своей продукции в Канаду.
В 1982 году она начала сотрудничество с японской компанией Seiko Epson: будучи OEM, корейская фирма выпускала по заказу японцев разные периферийные устройства (такие, как принтеры). В 1983 году TriGem построила современный по тем меркам завод по производству электроники: в сентябре того года банк Korea Development Investment Corp. выделил компании сумму в размере около 200 тысяч долларов, а в дальнейшем объем инвестиций в TriGem вырос до 1,162 млн долларов. В 1984 году фирма учредила собственный центр исследований и разработок TriGem Research Institute и выпустила первый корейский IBM-PC-совместимый компьютер.

## Крупные международные заказы и пик производства (1986—1998)
С 1986 года компании стали поступать крупные OEM-заказы не только от Seiko Epson, но и от американской Computer Land. С 1987 года TriGem занималась производством моделей компьютеров Epson Equity после того, как компания Epson приобрела 20% акций TriGem. В 1989 году объём экспортных поставок TriGem превышал 100 млн долларов, в 1990 году — 300 млн долларов. К 1990 году компания TriGem выпускала ежегодно до 500 тысяч компьютеров, выпустив в 1987—1990 годах 300 тысяч только по заказу Epson. Продукция TriGem выпускалась не только под брендами Epson и Computer Land, но и под брендом Blue Chip: так, в ноябре 1987 года Blue Chip и TriGem представили компьютер Master PC 286 с процессором Blue Chip AT, выросшей до 10—12 МГц тактовой частотой и восемью слотами расширения. Сотрудничество с этими компаниями обеспечило прирост годовых продаж продукции TriGem на 60%. В 1989 году TriGem Computer открыла первое дочернее предприятие в США, чтобы продавать компьютеры под собственной маркой, открыв ещё одно в 1991 году в Санта-Кларе. Численность сотрудников компании насчитывала 1700 человек к 1991 году, когда у TriGem было пять дочерних предприятий в США, Германии, Японии и Гонконге.
Благодаря сотрудничеству с Epson к 1990 году за TriGem было 80% корейского рынка производства ударных матричных принтеров. Однако по итогам первой половины 1990 года у Epson были зафиксированы крайне невысокие продажи компьютеров при том, что Epson отвечала почти за все продажи TriGem в США, а около 85% прибыли TriGem было завязано на Epson. Закат партнёрства Epson и TriGem был связан ещё и с тем, что японцы приняли решение перенести производство компьютеров на завод в Портленде (штат Орегон). TriGem, стремившаяся переключиться на сферу выпуска персональных компьютеров, решила направлять около 80% своей прибыли на научно-исследовательскую работу. Она запланировала наладить выпуск IBM-совместимых компьютеров, ноутбуков и рабочих станций на основе шин EISA и Micro Channel Architecture.
Компанией TriGem как OEM был разработан ноутбук Britelite на архитектуре SPARC, выпускавшийся компанией RDI Inc. из Сан-Диего в двух вариантах — с чипсетом LSI Sparc Kit (быстродействие 12,5 MIPS) и с чипсетом RDI (быстродействие 15,5 MIPS). По умолчанию на нём была установлена операционная система SunOS 4.1; имелась возможность запускать приложения, совместимые с DOS и Macintosh. Среди иных характеристик ноутбука были 8 МБ оперативной памяти, жёсткий диск на 100 МБ и 13-дюймовый монитор с разрешением 1152×900. Ориентировочная стоимость модели составляла от 10 до 12 тысяч долларов. Партия выпущенных в 1990 году TriGem ноутбуков со встроенной батарей были проданы американскому оборонному ведомству, а в 1993 году был разработан первый корейский карманный персональный компьютер.
В конце 1990 года TriGem заключила соглашение о сотрудничестве с фирмой CMS Enhancements из Ирвайна (штат Калифорния): соглашение было подписано в ноябре во время проведения компьютерной выставки Comdex, на которой корейцы представили образцы новых настольных ПК, ноутбуков и рабочих станций. Директор CMS Джамшед Фарукки (англ. Jamshed Farooquee) надеялся за счёт соглашения с TriGem вернуть былые позиции, которые были утеряны вследствие неудачной сделки с поставщиком жёстких дисков Seagate Technology. С июня 1991 года TriGem в том же статусе OEM производила компьютеры, которые CMS Enhancements выпускала под маркой ESP, но из-за проблем со своевременной поставкой товаров CMS ждали неприятности. По состоянию на 30 июня 1991 года (окончание фискального года) у CMS уже были зафиксированы чистые убытки в размере 8,5 млн долларов, а всего компания потеряла за два года 17 млн долларов, к тому же почти ничего из товаров ESP не было продано. Вспыхнувшая ценовая война привела к тому, что в 1992 году CMS Enhancements фактически вытеснили с рынка компьютеров. Фарукки утверждал, что совершил две ошибки, доверившись сначала Seagate, а потом и TriGem. Вице-президент дочернего предприятия TriGem в Сан-Хосе Стэнли Юн (англ. Stanley Jung) заявил, что причина неудачи крылась в разных принципах ведения бизнеса американской CMS и корейской TriGem.
С 1994 года акции компании TriGem начали котироваться на Корейской бирже. 30 мая 1996 года в России была зарегистрирована торговая марка TRIGEM. К середине 1990-х годов компания TriGem стала крупнейшим производителем ноутбуков в Корее. В 1997 году компанией TriGem был образован новый исследовательский центр Synergy Technology Center, занимавшийся технологиями для компьютеров и телекоммуникационных устройств. Позже он был преобразован в Mobile Technology Center, занимавшийся разработками портативных компьютеров. Похожий центр появился в 2002 году на Тайване: он специализировался на портативных устройствах и новых технологиях.

## Дочерние предприятия (1998—2001)

### eMachines

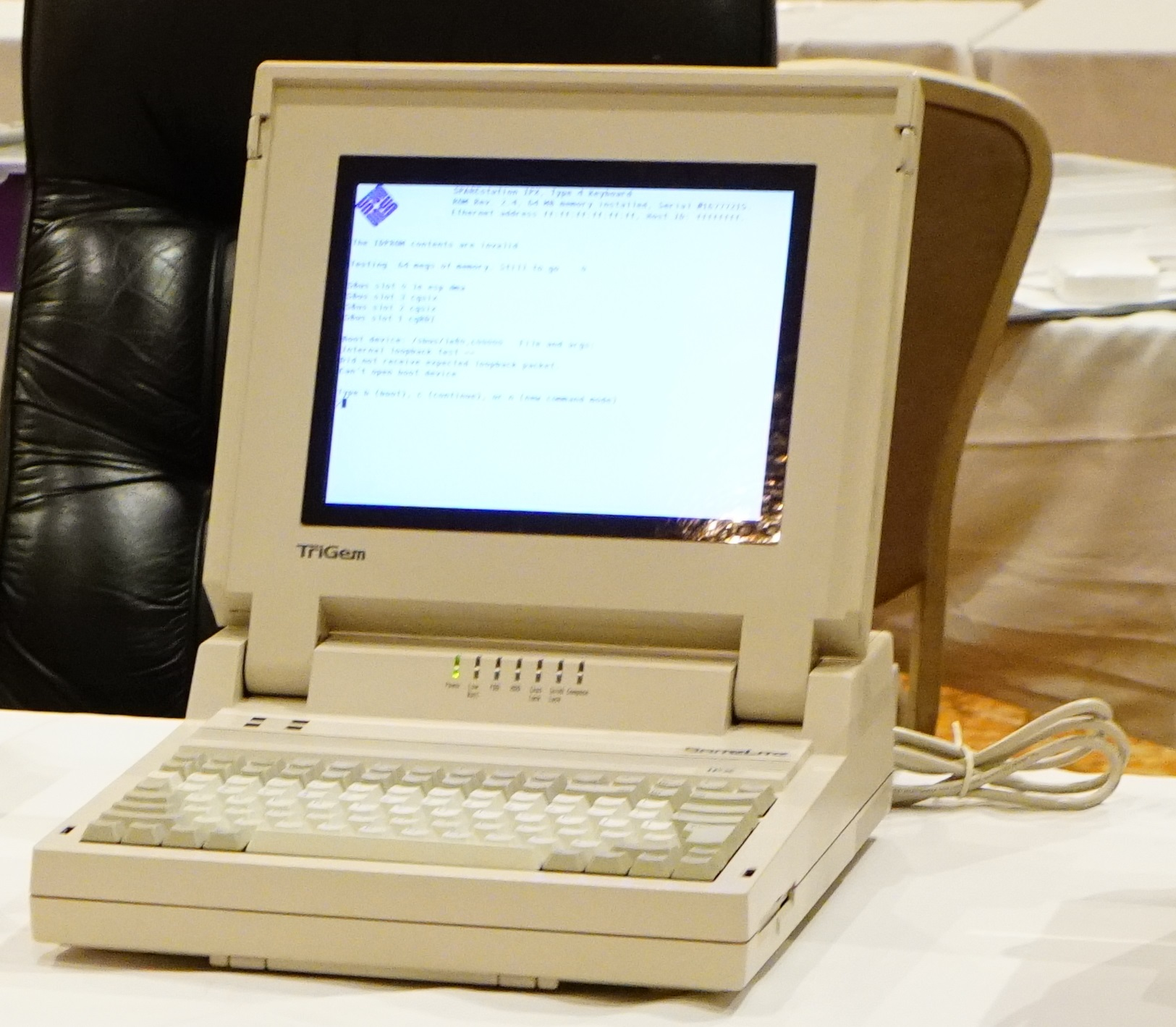
Ноутбук TriGem

Несмотря на успех в плане выпуска ноутбуков, с персональными компьютерами компанию постигла неудача в конце 1990-х годов. Если в 1997 году компания выпустила 2 млн экземпляров настольных ПК, то в 1998 году объём производства упал до 1,1 млн, а компания потеряла на этом сумму, эквивалентную 600 млн долларов. Разразившийся Азиатский финансовый кризис привёл к девальвации воны: если в 1996 году чистая прибыль TriGem была эквивалентна 11 млн долларов США, то в 1997 году вследствие падения курса воны к доллару на 67% у компании были уже чистые убытки в размере 53 млн долларов. За этот же период объём продаж упал с 1 млрд до 509 млн долларов, а компании пришлось уволить одну пятую от общего числа работников, составлявшего около 1600 человек, и уменьшить в два раза свои производственные мощности. Акции TriGem на Корейской бирже упали на 81%. В 1998 году крупнейший заказчик в лице IBM разорвал контракт на поставку материнских плат TriGem, усомнившись в возможностях своевременной поставки продукции из Кореи. С учётом всех вышеперечисленных проблем, усугубляемых перегревом экономики Кореи, компания TriGem и многие другие крупные корейские компании оказались на грани финансового краха.
Стремясь избежать банкротства, компания TriGem занялась созданием дочерних предприятий и брендов. Первым и крупнейшим из них стал eMachines, выпускавший дешёвые ПК для американского рынка стоимостью в пределах 1000 долларов каждый. Идею основания eMachines предложили Пол Ли (англ. Paul Lee), 38-летний генеральный директор TriGem и магистр компьютерных наук Технологического института Флориды, и Юн Ко (англ. Juhn Koh), 46-летний исполнительный директор компании-производителя мониторов и телеэкранов Korea Data Systems. Помощь им оказал Стивен Даккер (англ. Stephen Dukker), старший вице-президент сети розничной торговли электроникой Computer City. Официально фирма eMachines была образована в октябре 1998 года в США как совместное дочернее предприятие TriGem и Korea Data Systems; к образованию приложила руку японская фирма Sotec, учреждённая в качестве дистрибьюторской компании. Первые поставки продукции начались в ноябре 1998 года, а спустя шести недель eMachines уже занимала 6-е место в рейтинге американского розничного рынка ПК: ряд её компьютеров не превышал 500 долларов в плане стоимости.
На конец марта 1999 года eMachines занимал 4-е место среди производителей ПК на рынке США с долей в размере 9,9% (первое место занимала компания Compaq с 30,9%, второе место — Hewlett-Packard с 28,9%, третье место — IBM с 10,7%), а в июне вышел уже на 3-е место. Всего в первом квартале 1999 года eMachines поставили около 300 тысяч моделей Etower PC. К сентябрю 1999 года eMachines продали более 1 миллиона экземпляров компьютеров разных ценовых категорий. Продаваемые модели были дешевле, чем многие аналоги от Compaq, Dell или IBM. По оценке журнала Forbes, именно это предприятие тогда спасло и TriGem, и Korea Data Systems от банкротства, причём первая сумела вернуть всех уволенных работников. Продукция eMachines собиралась преимущественно на заводе в Ансане, но производство также параллельно велось в Японии и на Тайване. В 1999 году на заводе TriGem в Ансане было выпущено 5,4 млн ноутбуков, а в начале 2000 года компания Hewlett-Packard заказала ещё 1 миллион ноутбуков сборки TriGem. По оценке аналитика рисков Hyundai Securities Вона Канга (англ. Won Kang), упомянутой в октябре 1999 года Forbes, ожидалось, что по итогам 1999 года компания TriGem должна была добиться чистой прибыли в 17 млн долларов после двух лет чистых убытков.

### Thrunet и другие
Вторым крупным дочерним предприятием TriGem стала компания Korea Thrunet, предоставлявшая услуги Broadband-соединения с Интернетом. Доля TriGem в дочернем предприятии составляла 16,5%, среди других акционеров были Microsoft (5,4%) и KEPCO (9,4%). Именно Thrunet в 1999 году стала первой из корейских компаний, которая начала котироваться на NASDAQ (eMachines и Sotec начали котироваться в 2000 году на NASDAQ и NASDAQ Japan соответственно). Среди других дочерних предприятий TriGem были оператор сотовой связи Narae Mobile Telecom и ряд совместных предприятий, созданных вместе с Softbank и Yahoo! для распространения их программного обеспечения. Одним из таких примеров стало предприятие Softbank Holdings Korea, созданное при участии японской корпорации Softbank и занимавшееся инвестиций в рынок Интернет-бизнеса (80% акций за Softbank, 20% за Trigem Narae Mobile Telecom).
На волне успеха дочерних предприятий TriGem в 1999 году подобные предприятия появились в Китае и в Японии, в 2001 году — в Австралии и Мексике, в 2002 году — на Тайване. В 2003 году компания TriGem открыла ещё одно американское дочернее предприятие Averatec в городе Санта-Ана, которое занималось продажей исключительно ноутбуков: базой послужило американское отделение Sotec, специализировавшееся на поставках ноутбуков. В отличие от American TriGem Computer или eMachines, Averatec действовал независимо и не заключал контракты с TriGem на производство ноутбуков. Пока TriGem находился под внешним управлением, Averatec продолжал заниматься разработкой и доставкой в магазины выпущенных ноутбуков. Помимо США, ноутбуки Averatec стали поставляться в Китай и Германию.
К 2000 году у компании TriGem было около 30 дочерних предприятий, а объём продаж всей компьютерной техники достиг пиковой отметки в 4 млрд корейских вон. Порядка 70% выпускавшейся продукции TriGem шли на экспорт: в частности, в 2001 году компания экспортировала 2,2 млн экземпляров ПК.

## Сокращение бизнеса и кризис (2001—2004)
TriGem попыталась бросить вызов Samsung и LG на внутреннем рынке ноутбуков, но вся борьба велась только за нижний сегмент постоянно дешевевшего рынка персональных компьютеров, а маржа TriGem неизменно сокращалась. Экономический застой, сопровождавшийся спадом на рынке персональных компьютеров, привёл к тому, что в мае 2001 года компания eMachines была выведена из списка NASDAQ в связи с падением котировок акций ниже одного доллара, а в ноябре того же года была выкуплена EM Holdings, став частной компанией с новым руководством. В конце 2001 года TriGem Computer сообщила о том, что объём продаж настольных ПК и ноутбуков на внутреннем рынке составит 720 тысяч единиц, что ниже на 25% по сравнению с продажами прошлого года. Компания надеялась при этом на то, что в следующем году ситуация на внутреннем рынке улучшится и спрос на всю технику достигнет 2,8 млн единиц, а на ноутбуки в частности — 450 тыс. единиц (при 350 тыс. за 2001 год).
Во время чемпионата мира по футболу 2002 года компания TriGem пообещала раздать жителям Республики Корея 3 тысячи новейших мониторов стоимостью 400 тысяч вон каждый (около 325 долларов США по курсу того времени) в случае выхода национальной сборной в четвертьфинал. Корейцы в итоге обыграли Италию на стадии 1/8 финала, а компания вынуждена была раздать клиентам товары на общую сумму 1,2 млрд вон, хотя TriGem предварительно застраховалась на случай подобных крупных трат. В сентябре 2002 года компания завершила строительство второго завода в Мексике, что должно было удвоить объёмы производства в Мексике до 3,6 млн компьютеров. В том же месяце руководство TriGem высказало мнение, что итоговый объём экспорта компьютеров за 2002 год должен был составить от 2,8 до 2,9 млн экземпляров, а в 2003 году экспорт должен был достичь отметки в 3,5 млн экземпляров.
За первый квартал 2003 года чистая прибыль TriGem составила 3,2 млрд вон (около 2,7 млн долларов США), что было на 45% больше по сравнению с первым кварталом прошлого года, когда она составила 2,2 млрд вон. Рост прибыли при этом был связан с сокращением расходов: численность сотрудников была сокращена до 1400 человек после увольнения 100 сотрудников в течение первого квартала. В то же время объём продаж снизился на 16%, составив 521,4 млрд вон, что связывалось с застоем на рынке персональных компьютеров. В том же 2003 году из-за резкого падения доходов компания Thrunet перешла под внешнее управление, а в марте 2005 года конкурирующая компания Hanaro Telecom приобрела её за 471,4 млрд южнокорейских вон (около 460 млн долларов США).
В марте 2004 года фирма eMachines была выкуплена американским производителем компьютеров Gateway, Inc. примерно за 289,5 млн долларов США: в сумму сделки вошли 30 миллионов долларов наличными и ещё 50 миллионов акций (при цене в 5,19 долларов за одну акцию). Gateway сохранила прежнюю торговую марку eMachines и не отказалась от ставки на невысокие цены поставляемой продукции, а TriGem продолжила сборку компьютеров для Gateway, но лишилась прав на бренд eMachines. К лету 2004 года компания TriGem располагала шестью заводами, поставляя зарубежным OEM/ODM-партнёрам свыше 4,5 млн компьютеров ежегодно. Более половины собираемых фирмой компьютеров продавались в Корее под именем TriGem. Оборот компании превышал 2,2 трлн корейских вон (около 1,9 млрд долларов США), а число её работников составляло около 5 тысяч человек. По оценке выпуска российского журнала PC Week на июнь 2004 года, мощности компании TriGem позволяли выпускать ежегодно около 11 млн. компьютеров, однако попадали они на рынок преимущественно под торговыми марками её заказчиков, среди которых были не только Hewlett-Packard и Gateway/eMachines, но и японский PC Depot и британский Pixons.
В мае того же года генеральный менеджер ODM-подразделения и старший вице-президент TriGem Юн Суб Хан посетил московскую выставку «Связь-Экспокомм», во время проведения которой компания HMM заявила о намерении начать продвигать продукцию TriGem и в России. Компания собиралась поставлять в Россию ноутбуки Averatec ассортиментом от бюджетных моделей до моделей экстра-класса: в частности, на выставке была представлена модель Averatec с 12,1-дюймовым экраном и процессором Athlon XP M 1600+. Всего TriGem рассчитывала при помощи HMM в течение календарного года (с середины 2004 по середину 2005 годов) поставить в Россию около 100 тысяч ноутбуков и персональных компьютеров под маркой Averatec. По словам Юна, среди поставляемой продукции должны были присутствовать домашние ПК на базе процессов Prescott и ноутбук на платформе Centrino с 12-дюймовыми экранами, а также КПК для женщин. По мнению журнала «Computerworld Россия», предполагалась поставка компьютеров марки E-Nol из серий Slim LA Series, Slim SPSeries и AudioPC (на основе процессоров Intel). Фирма HMM выражала надежду на создание своего исследовательского центра под Москвой, а при дальнейшем благоприятном развитии событий — на открытие нового завода TriGem в России.

## Банкротство и попытка спасения (2005—2009)
В мае 2005 года компания TriGem объявила о банкротстве и о переходе под внешнее управление, приостановив поставку товаров своему крупнейшему партнёру — компании Hewlett-Packard. Сокращение поставок ударило по всем международным подразделениям компании, которая на тот момент считалась вторым крупнейшим после Samsung производителем персональных компьютеров. Хотя с 2004 по 2005 годы продажи продукции TriGem выросли в целом на 10% в мире, её подразделения не выдерживали конкуренции с китайскими и тайваньскими дистрибьюторами аппаратного обеспечения. В 2006 году ходили слухи, что активы TriGem может выкупить Lenovo Group — третья на рынке Кореи компания-производитель ПК. 25 октября 2007 года состоялся делистинг акций компании из котировки Корейской биржи, но в том же месяце компанию TriGem приобрела фирма венчурного капитала Celrun, выкупив 46,07% акций находившейся под внешним управлением фирмы, что позволило TriGem вернуться в бизнес. Дистрибуцией новых товаров TriGem собиралась заняться совместно с Staples. 
Ещё в апреле 2007 года компания TriGem выиграла конкурс от Intel на лучший дизайн компактного ПК на платформе Intel Viiv с процессором Core 2 Duo. Корейской фирмой был представлен проект Home Theater Lluon Black Crystal, который и одержал победу: компании полагалось до 300 тысяч долларов в виде частичной компенсации стоимости развёртывания серийного производства, а также ещё до 400 тысяч долларов на рекламу. В последних числах 2007 года TriGem представила результат доработки этого проекта — развлекательный вариант LLUON Crystal для цифрового дома с ультраплоским десктоп-корпусом, процессором Intel Core 2 Duo T5200, памятью 1 ГБ, жёстким диском на 320 ГБ, операционной системой Windows Vista и мультиформатным DVD-приводом. Компания позиционировала систему как «музыкальный компьютер», шум от которого не мешал воспроизведению мультимедиа. Заявлялось о разработке новой версии LCFVC35-RIBO с процессором T7200, вдвое большим объёмом памяти и жёстким диском на 500 ГБ.
На состоявшейся 28 апреля 2008 года пресс-конференции генеральный директор TriGem Ким Юн Мин заявил о подготовке компании к первичному публичному предложению акций, оценивая капитализацию в размере 86,8 млрд вон. Возобновление котировок акций на Корейской бирже было намечено на июль 2009 года. Компания рассчитывла повысить свою долю на внутреннем рынке до 20% за счёт продажи флагманских моделей персональных компьютеров и ноутбуков, а также расширить ассортимент продукции за счёт ТВ-тюнеров и портативных медиаплееров. К концу 2008 года предполагалось достижение чистой прибыли впервые за 4 года при прогнозируемых доходах от продаж продукции в размере 380 млрд вон. В июне корпорация Intel была оштрафована южнокорейскими антимонопольными органами на 25 млн долларов за нарушение национального законодательства: выяснилось, что с 2002 по 2005 годы Intel предлагала крупные суммы денег TriGem и Samsung Electronics в обмен на использование в сборке компьютеров процессоров Intel, а не AMD. В ноябре вернувшаяся на рынок Trigem Computer анонсировала выход нового компьютера E7 с процессором i7 Intel, трёхканальной памятью DDR3 на 4 ГБ, жестким диском на 1 ТБ (Sata) и блоком питания на 500 Вт, а в декабре представила мобильное интернет-устройство Lluon Mobbit с операционной системой Windows XP и возможностью управления интерфейсом с помощью прикосновений пальцев.
В июне 2009 года TriGem презентовала ПК-моноблок Averatec D1200 с процессором Intel Core 2 Duo E5200, оперативной памятью 4 ГБ, 25,5-дюймовым WXGA-дисплеем (первый в мире моноблок с экраном подобной диагонали) и встроенным ТВ-тюнером. В июле был представлен ещё один моноблок Averatec D1005 с 22-дюймовым дисплеем, микропроцессором Intel Pentium E5200 Dual Core (частота 2,5 ГГц), оперативной памятью на 3 ГБ, жёстким диском на 320 ГБ, оптическим приводом DVD Super-Multi и веб-камерой 2 Мп, а также поддержкой Wi-Fi и Ethernet. В том же месяце был представлен ноутбук Averatec N3400 класса ultraportable в единственной конфигурации, включавшей мобильный процессор Pentium Dual-Core (частота 2,16 ГГц) вместо характерного для ultraportable процессора категории CULV, память на 3 ГБ, жёсткий диск на 250 ГБ, поддержку Wi-Fi, Bluetooth и веб-камеру на 1,3 Мп. По состоянию на 2009 год компания владела заводом в провинции Кёнгидо и заводами в Китае, Мексике и Нидерландах, что обеспечивало совокупный годовой выпуск продукции в виде 7 млн экземпляров компьютеров. По итогам этого года компанией Trigem Computers было продано около 4 млн ПК на внутреннем рынке, что принесло доходы в размере 2 трлн вон и общее 3-е место в рейтинге производителей компьютеров после Samsung и LG Electronics.

## Ликвидация компании (2010)
В 2010 году компания TriGem завершила первый квартал с чистыми убытками в размере 2,9 млрд вон (около 2,9 млн долларов) при доходе 367,5 млрд вон и накопившихся долгах в размере 774,5 млрд вон. Причиной этому стали падения продаж на иностранных рынках. Ряд инсайдеров утверждали, что компания пыталась переквалифицироваться на разработку оригинальных компьютеров для сторонних заказчиков (ODM), но не смогла найти хороших клиентов. Это привело к тому, что компания спустя несколько недель после завершения первого квартала подала заявку на банкротство, что означало делистинг её акций из котировального списка Корейской биржи. Вскоре компания Celrun подала заявку на переход под внешнее управление, пытаясь найти защиту от кредиторов, и это ознаменовало окончательное прекращение существования TriGem. Компания распалась на два типа подразделений — прибыльные и подлежащие расформированию. Ли Хон Сён, младший сын Ли Ён Тэ, собрал воедино прибыльные подразделения и учредил новую компанию TG Computer Inc., одним из первых продуктов которой стал бренд смартфонов Luna. Согласно корейскому изданию Pulse, в 2014 году TG Computer Inc. при продажах продукции на 136,5 млрд вон, осуществлённых благодаря государственным закупкам, добилась чистой прибыли в 5,6 млрд вон.